# 派恩里奇 (內布拉斯加州道斯縣)
派恩里奇（英語：Pine Ridge）是位於美國內布拉斯加州道斯縣的非建制地區。

## 歷史
派恩里奇的郵局於1911年設立，其後於1945年停運。

## 地理
派恩里奇所處的海拔為高於海平面1388米（即4554英呎），而該地所採用的時區為UTC-6，即北美山地時區（MST）。同時該地設有夏令時間，為UTC-7調快一小時，即UTC-6（MDT）。